# Robinsonia boliviana
Robinsonia boliviana là một loài bướm đêm thuộc phân họ Arctiinae, họ Erebidae.